# Pandròsion
|  | No s'ha de confondre amb el Pandrosèon, un temple a Atenes dedicat a Pandros, filla de Cècrops. |

Pandròsion (grec antic: Πανδρόσιον)  (Alexandria, c. 300 - Alexandria, c. 360) va ser una matemàtica grega de l'antiguitat.

## Vida i obra
L'existència d'aquest personatge es coneix solament per una referència molt menor i, de fet, ni tan sols el nom i el sexe es coneixen de manera segura. Se sap de la seva existència per la menció que en fa Papos d'Alexandria al començament del llibre tercer de la seva Col·lecció Matemàtica. No obstant això, molt sovint s'havia considerat que aquest personatge era un home, atès que les edicions l'anomenaven Pandrosió (nom masculí) i s'hi referien en gènere masculí. Resulta que, a despit que els millors manuscrits llegeixen κρατίστη Πανδρόσιον ('destacada Pandròsion'), diversos editors corregiren el text en κράτιστε Πανδροσίων ('destacat Pandrosió'), adduint un error de còpia. Actualment, la major part de les edicions no segueixen aquesta correcció, i en conseqüència consideren que la dedicatòria de Papos va referida a una dona, anomenada Pandròsion, un nom perfectament femení, a diferència de Pandrosió. En conseqüència, aquest personatge va passar de la irrellevància més absoluta a ser considerat com el primer matemàtic femení, atès que va ser una o dues generacions anterior a Hipàcia, que la historiografia l'ha considerat sempre pionera.
Per la referència de Papos, se suposa que era professora a Alexandria, que un dels seus deixebles es va dirigir a Papos perquè valorés un treball seu i que l'opinió de Papos sobre la docència de Pandròsion no era gaire bona (tampoc no ho era la que tenia sobre Apol·loni de Perge ni la de molts altres matemàtics, llevat d'Euclides i d'Arquimedes). Probablement tampoc no en tenia bona opinió perquè, en definitiva, Pandròsion no deixava de ser un competidor seu.